# محمد کرمانشاهی
محمد میرزا خان کفری کرمانشاهی (۱۲۴۵–۱۳۲۶ قمری برابر ۱۸۲۷ در کرمانشاه - ۱۹۰۸ میلادی در تهران) شناخته شده با نام محمد کرمانشاهی از پزشکان ایرانی در دورهٔ قاجار بود. از محمد کرمانشاهی به عنوان اولین پزشک ایران یاد شده‌ است، چرا که وی نزدیک به ۳۰ سال پیش از مشروطه و ده‌ها سال پیش از دیگر پزشکان پیشگام ایران مانند ابوالقاسم بختیار مدرک دکترای خود را در رشتۀ پزشکی دریافت کرده است.

## زندگی
محمد میرزا خان کفری کرمانشاهی در سال ۱۸۲۷ میلادی (۱۲۴۵ قمری و ۱۲۰۶ خورشیدی) در شهر کرمانشاه دیده به جهان گشود. پدر او پیرمحمد زارع، از بازرگانان بنام شهر بود. وی پس از رسیدن به دوران تحصیل برای یادگیری علوم دینی راهی نجف شد و پس از آموزش مقدماتی به کرمانشاه بازگشت و به مطالعه و پژوهش در فلسفه، پزشکی و نیز یادگیری زبان فرانسه پرداخت و پس از مدتی به خاطر علاقهٔ زیاد به پزشکی جدید راهی تهران شد و در امتحان ورودی دارالفنون قبول و با جدیت پس از سپری کردن دروس عمومی به ادامهٔ تحصیل در رشتهٔ پزشکی مشغول شد. استاد اصلی وی در این زمان حاج میرزا عبدالباقی از پزشکان بنام دوران ناصری و مظفری بود. محمد کرمانشاهی پس از فارغ‌التحصیل شدن از دانشگاه دارالفنون به کرمانشاه بازگشت.

## در فرانسه
محمد کرمانشاهی پس از بازگشت به کرمانشاه از طرف دولت عهده‌دار تأسیس و سرپرستی قرنطینه در ولایت کرمانشاه شد. پس از پایان این مأموریت با فروش اموال حاصل از ارثیهٔ پدری و حقوق پس‌انداز شده ایام مأموریت، با مشورت، راهنمایی و توصیه ژوزف تولوزان فرانسوی که از معلمان مدرسه دارالفنون و پزشک مخصوص ناصرالدین شاه قاجار بود به کشور فرانسه رفت و در دانشگاه پاریس ثبت نام نمود. سرانجام با تلاش فراوان و با گذراندن پایان‌نامه در سال ۱۲۵۸ خورشیدی از آن دانشکده با موفقیت و رتبهٔ ممتاز فارغ‌التحصیل گردید.

## بازگشت به ایران
دکتر محمد کرمانشاهی علیرغم تمایل استادان فرانسوی برای ماندن در پاریس پس از ۹ سال اقامت در اروپا به ایران بازگشت. او در تهران توسط وزیر وقت پست و تلگراف خانه، علیقلی خان مخبرالدوله به حضور ناصرالدین شاه معرفی شد و به سمت معلمی طب مدرسه دارالفنون منصوب گردید. این پزشک برجسته پس از مدتی با حفظ سمت معلمی، به ریاست بیمارستان ابن سینای تهران انتخاب و به منصب سرتیپی نیز منصوب گردید و در همین دوره به عنوان یکی از پزشکان مخصوص شاه قاجار منصوب گردید.
محمد کرمانشاهی اولین شخصی است که میکروسکوپ پزشکی را با خود به ایران آورد و نیز اولین دانشمندی است که با این وسیلۀ جدید سلولهای خون را به دانشجویان پزشکی نشان داد. محمد کرمانشاهی به خاطر سال‌ها تحصیل در اروپا و آشنایی با اصول دموکراسی، ظلم ستیزی و ایستادگی در برابر استبداد قاجار از یکسو و مقاومت در برابر اوهام و خرافات که مانع از آموزش و دانش پزشکی جدید می‌گردید از سوی دیگر، مورد بی‌مهری مقامات وقت قرار گرفت و سرانجام این درگیری‌ها موجب شد تا از تدریس در مدرسه دارالفنون محروم شود.

## اواخر زندگی
وی پس از خانه‌نشینی در منزل مسکونی خود در تهران علاوه بر درمان بیماران به آموزش دانشجویان علاقمند نیز مشغول گردید. دکتر محمد کرمانشاهی علاوه بر تألیف جزوات متعدد برای آموزش دانشجویان پزشکی در مدرسه دارالفنون به جهت تسلط به زبان فرانسه، کتاب‌های زیادی را به فارسی ترجمه نمود که برخی از آن کتابها از جمله کتاب امراض الاطفال (بیماری‌های کودکان) تا سال‌ها مورد استفاده پزشکان و دانشجویان قرار گرفت. او تا آخرین روزهای عمر خود همچنان به مداوای بیماران دردمند، آموزش دانشجویان و رفع اشکالات همکاران مشغول بود.

## شاگردان
از شاگردان دکتر کفری می‌توان به سیدحسن تقی‌زاده و محمدعلی تربیت اشاره داشت.

## افتخارات در پاریس
- عضو انجمن طب بالینی پاریس
- عضو انجمن جراحان پاریس
- دریافت نشان "برگ نخل" در فرانسه که از نشان‌های برتر پزشکی بود.

## درگذشت
محمد کرمانشاهی در روز ۲۳ رمضان ۱۳۲۶ قمری (۱۲۸۷ خورشیدی) در سن هشتاد و یک سالگی در تهران درگذشت. آرامگاه او در گورستان ابن بابویه قرار دارد.

## بزرگداشت
تالار اجتماعات دانشگاه علوم پزشکی تهران به نام دکتر محمد کرمانشاهی ثبت شده‌است. بیمارستان تخصصی و فوق تخصصی کودکان و دبستانی در کرمانشاه نیز به نام او نامگذاری شده‌است.

## آثار
- امراض الاطفال
- تشریح چشم،
- «کوفت»
- «ضیاء الناظرین»
- «ژیل بلاس»، ترجمه (ترجمه در اصل از آن میرزاآقاخان کرمانی است.)